# Fran Lebowitz
Frances Ann „Fran” Lebowitz (n. 27 octombrie 1950, Morristown⁠(d), New Jersey, SUA) este o scriitoare și oratoare americană. Este cunoscută pentru comentariile sale sardonice ce privesc stilul de viață newyorkez emancipat. Columnistă a revistei Interview a lui Andy Warhol, și autoare a colecțiilor de eseuri Metropolitan Life (1978) și Social Studies (1981), Lebowitz a devenit, de asemenea, subiectul a două proiecte regizate de Martin Scorsese: Public Speaking (2010), un film documentar produs de HBO, și Pretend It's a City (2021), o serie produsă de Netflix.

## Copilărie
Lebowitz s-a născut și a crescut în Morristown, New Jersey. A avut o soră, Ellen. Părinții ei se numeau Ruth și Harold Lebowitz, și dețineau Pearl's Upholstered Furniture, un magazin de mobilă, și un atelier de tapițerie. A dezvoltat o pasiune pentru lectură de la o vârstă fragedă, până la punctul în care citea pe ascuns în timpul orelor de curs, și își neglija temele pentru acasă. Lebowitz își descrie „identitatea evreiască [ca fiind] etnică sau culturală sau cum o numesc oamenii acum. Dar nu religioasă”. A devenit atee la vârsta de 7 ani. Nu a avut parte de un bat mițva, dar a mers la școala duminicală până la 15 ani.

## Carieră
După ce a fost exmatriculată din liceu, Lebowitz a obținut un certificat de echivalare a studiilor. La vârsta de 18 ani, părinții au trimis-o să locuiască cu mătușa ei în Poughkeepsie, New York. A rămas acolo timp de șase luni, iar apoi, în 1969, s-a mutat în New York City. Tatăl ei a fost de acord să plătească pentru primele două luni petrecute în oraș, cu condiția să locuiască la hotelul Martha Washington, rezervat exclusiv femeilor. A urmat să stea la prieteni, în apartamente din New York, și în căminele universitare din Boston, supraviețuind scriind lucrări pentru studenți. La vârsta de 20 de ani, a închiriat un apartament în cartierul West Village. Pentru a se întreține, a lucrat ca femeie de serviciu, șofer, taximetrist și scriitoare de pornografie. Lebowitz a refuzat să servească la mese, deoarece susținea că relațiile sexuale cu managerul erau o condiție prealabilă pentru angajarea în multe restaurante.

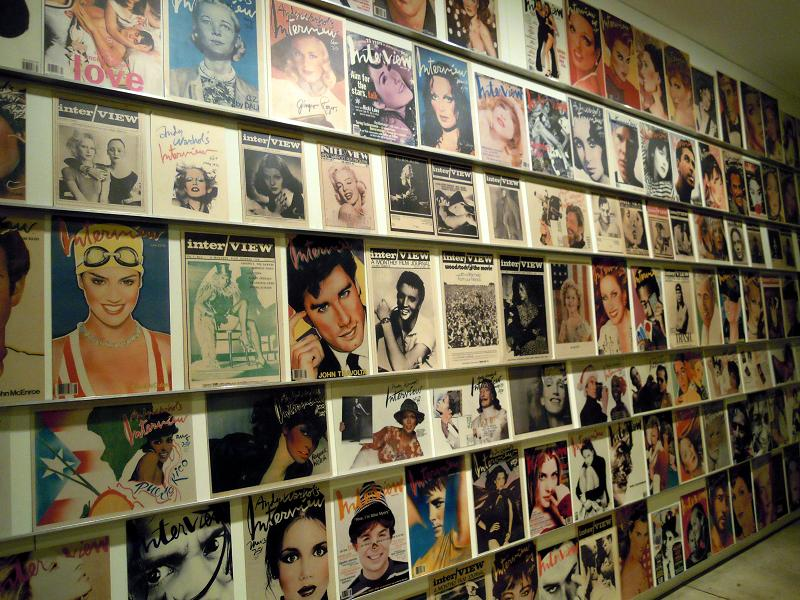
În anii '70, Lebowitz a lucrat ca editorialistă la revista lui Andy Warhol, Interview.

La vârsta de 21 de ani, Lebowitz a lucrat pentru Changes, o publicație restrânsă despre „politica și cultura radical-chic”, fondată de Susan Graham Ungaro, cea de-a patra soție a muzicianului Charles Mingus. Ea a scris și recenzii de cărți și filme. Andy Warhol a angajat-o apoi pe Lebowitz ca editorialistă la Interview, unde a scris o rubrică intitulată „I Cover the Waterfront”. Apoi a urmat o perioadă la Mademoiselle. În acești ani, ea s-a împrietenit cu mulți artiști, printre care Peter Hujar, pe care l-a cunoscut în 1971, și Robert Mapplethorpe, care îi dădea adesea fotografii, multe dintre ele aruncate în anii 1970.
În 1978, a fost publicată prima ei carte, Metropolitan Life. Cartea era compusă dintr-un număr mare de eseuri comice, majoritatea din Mademoiselle și Interview, cu titluri precum „Success Without College” (Succes fără facultate) și „A Few Words on a Few Words” (Câteva cuvinte despre câteva cuvinte). Ea detalia lucrurile pe care le găsea iritante sau frustrante, pe un ton sec și sardonic. După publicare, Lebowitz a devenit o celebritate locală, frecventând Studio 54, și apărând la TV. A fost urmată de Social Studies (1981), o altă colecție de eseuri comice, în mare parte din Mademoiselle și Interview, în care a explorat subiecte precum adolescenții, parentingul, animalele de companie, și viața în Los Angeles. Ani mai târziu, a fost publicat volumul The Fran Lebowitz Reader (1994), care includea ambele cărți.

## Opinii
Lebowitz a criticat gentrificarea și schimbările culturale din New York. Ea a explicat că principala diferență între „vechiul New York” și „noul New York” este influența și dominația culturii banilor. Deși New York a fost întotdeauna un oraș scump, oamenii care nu erau bogați puteau trăi în Manhattan, și „nu trebuia să te gândești la bani în fiecare secundă”. Acest lucru se datora, printre altele, faptului că „existau un miliard de slujbe proaste. Asta nu mai există. Adică, mă puteam trezi într-o după-amiază cu zero bani - nu mă refer doar în casă, mă refer pe numele meu - și știam că până la sfârșitul zilei voi avea bani”.
În anii 1980, mulți dintre prietenii ei homosexuali de sex masculin au murit de HIV/SIDA. Lebowitz a discutat despre impactul „anilor de ciumă” asupra culturii americane. În special, ea a vorbit despre golul cultural care a rămas în urma pierderii unei generații de artiști și intelectuali talentați. Mulți dintre acești bărbați nu numai că au produs artă, dar au reprezentat și publicul pasionat care a alimentat această cultură. După cum a explicat ea într-un interviu din 2016:
|  | Ce este cultura fără homosexuali? Asta e America, ce cultură avem? Nu e vorba doar de New York. SIDA a schimbat complet cultura americană... Iar odată cu SIDA, o întreagă generație de homosexuali a murit practic dintr-o dată, în câțiva ani. Și, mai ales, cei pe care îi cunoșteam eu. Primii oameni care au murit de SIDA au fost artiștii. Erau, de asemenea, cei mai interesanți oameni... |

## Publicații
- Metropolitan Life (1978)
- Social Studies (1981)
- The Fran Lebowitz Reader (1994)
- Mr. Chas and Lisa Sue Meet the Pandas (1994)